# Kerk van Kolderveen
De kerk van Kolderveen is een zaalkerk uit de 15e eeuw in de Drentse gemeente Meppel. De kerk staat afgelegen in de weilanden en bevindt zich aan het einde van de Thijs van Urklaan. De Hervormde gemeente Kolderveen-Dinxterveen gebruikt het kerkgebouw voor haar diensten.

## Beschrijving
De kerk werd gesticht als een dochterkerk van de Grote of Sint-Clemenskerk te Steenwijk op een verhoging in het landschap. Volgens de overlevering stond de kerk eerst aan de Zomerdijk in Meppel en bij de verplaatsing van het dorp werd ook de kerk verplaatst. De delen van de kerk werden meegevoerd op de boerenwagen tot een van de paarden struikelde en een been brak. Vervolgens brak ook de as van de wagen. De boeren waren erg geschrokken en zagen hierin een teken van God. Vervolgens werd de kerk op deze plek, 300 meter ten zuiden van het dorp, weer opgebouwd. De bouw van de kerk is voltooid in 1471. De toren was al eerder gebouwd en dateert uit de 14e eeuw. Het is niet zeker wie de patroonheilige van de kerk was. In de kerk stonden er naast het hoofdaltaar nog twee altaren, het ene gewijd aan Maria en het andere aan Antonius. Tegen de noordmuur staat een houten portaal dat ook wel 'het klompenhok' wordt genoemd. In 1857 werd de consistorie tegen de zuidmuur van de kerk aangebouwd.

### Exterieur
De kerk bestaat uit één beuk en heeft een driezijdige koorsluiting. Het koor is waarschijnlijk net iets jonger dan het schip. Op de hoekpunten van het koor staan steunberen. Het venster in de oostgevel is dichtgezet in verband met de verplaatsing van de preekstoel van de zuidmuur. Het schip bestaat uit drie traveeën en deze worden gescheiden door soortgelijke steunberen als die van het koor. Elke travee heeft een smal spitsboogvenster. Om de gehele kerk, inclusief steunberen, loopt een waterlijst. Het huidige dak dateert uit het tweede kwart van de 16e eeuw.

#### Drentse torenfamilie
De toren bestaat uit drie geledingen en behoort tot de zogenaamde 'Drentse torenfamilie'. Kenmerkend voor deze torens is dat elke vrije zijde van de toren in de tweede, derde (en mogelijke vierde geleding) een hoge, diepe nis met spitsboog heeft, in tweeën gedeeld door een middenstijl. De kap van de toren kan vervolgens wel verschillen. Andere leden van deze 'familie' zijn onder andere de kerken van: Beilen, Dwingeloo, Havelte, Oosterhesselen, Rolde en Ruinerwold.
Al deze torens kunnen een ontwerp zijn geweest van ene 'Johan die Wercmeyster’. Hij was rond 1380 een welgestelde inwoner van Ruinen en hij was hoogstwaarschijnlijk architect van beroep. Nu voldoet de kerk van Kolderveen niet volledig aan de criteria van deze familie door de rondboog in de tweede geleding. De toren heeft ook niet altijd het huidige piramidedak gehad, op een pentekening uit 1732 van Pronk staat de kerk namelijk afgebeeld met een zadeldak.

### Interieur
De kerk heeft een blauw houten tongewelf. Het gewelf wordt ondersteund door blauwe trekbalken. De vloer is gelegd met blauwgrijze plavuizen. De preekstoel uit 1703 werd in eerste instantie geplaatst tegen de zuidmuur. Deze werd in 1843 verplaatst naar de westmuur. Een doophek scheidt het koor van het schip. In het koor bevinden zich ook een aantal rondbogige nissen. Bij de restauratie van 1972-'74 zijn de kerkbanken verwijderd uit het koor, alwaar nu stoelen staan.
Tegen de zuidmuur van de kerk staat in het schip nog een herenbank uit de tweede helft van de 18e eeuw. De bank is van grenen, maar is beschilderd zodat het mahonie lijkt. Deze herenbank behoorde toe aan de familie Paasloo, eigenaar van de inmiddels afgebroken havezate Zwollingerkamp te Roekebosch bij Wanneperveen. Boven de herenbank bevindt zich een hardstenen plaat ter nagedachtenis aan Thijs van Urk. Hij overleed op zeventienjarige leeftijd en verzocht zijn ouders om zijn toekomstige erfenis te schenken aan de kerk en aan de armen. Van dit bedrag van ƒ3500 werd de kerk gerestaureerd, werden beuken aangeplant langs de laan naar de kerk en werd de bouw van de kosterswoning aan het begin van deze laan bekostigd. Dit bord is van de hand van J.H. Becker te Meppel en heeft de volgende tekst: 
Heere! Ik heb lief de woning van uw huis, Ps 26 vs 8. Ter Nagedachtenis aan Thijs van Urk, overleden den 21 Maart 1890 in de ouderdom van 17 jaar en 7 maanden, die op zijn sterfbed, aan zijne ouders Albert Bakker en Grietje Pastoor, heeft verzocht, van de middelen waarover hij eerlang zou hebben kunnen beschikken, een voldoend bedrag aan te wenden tot herstel van dit kerkgebouw. De gedachtenis des regtvaardigen zal tot zegening zijn, Spreuken 10 vers 7a
In de kerk bevindt zich ook een altaarsteen. De trapeziumvormige steen is opgenomen in de vloer van het koor. Op de steen zijn vijf wijdingskruizen aangebracht, symbool voor de vijf wonden van Christus.

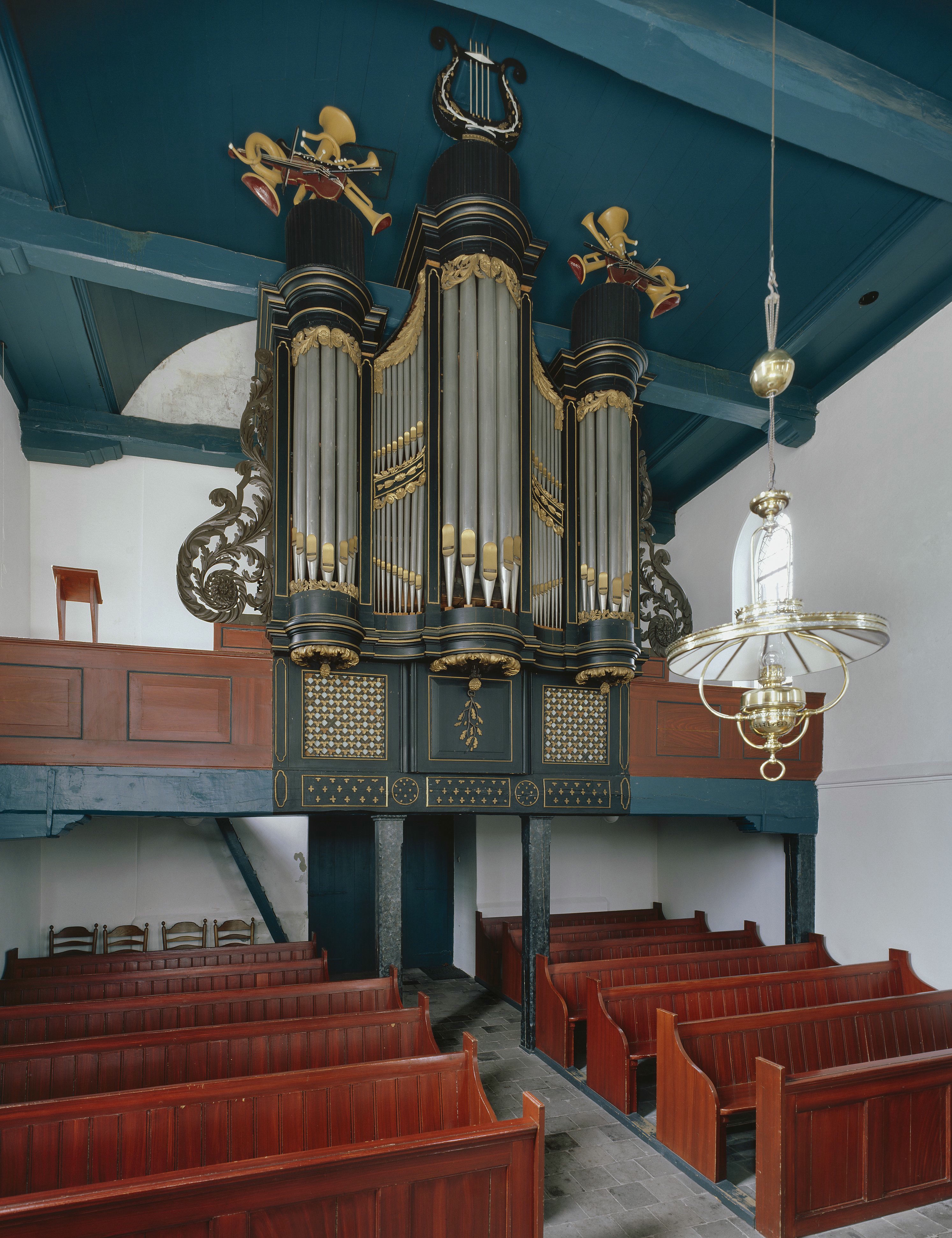
Het Van Oeckelenorgel van de kerk van Kolderveen

#### Orgel
Het orgel is vermoedelijk in 1867 gebouwd door Petrus van Oeckelen. Een plaatselijke orgelbouwer heeft in 1970 geprobeerd om een zwelkast aan te brengen, zonder succes. De firma H.J. Vierdag uit Enschede kreeg de opdracht het orgel te herstellen, dit is nooit voltooid door het faillissement van deze firma. Het orgel is in 2013 gerestaureerd door orgelmakerij Steendam. Het orgel is in het bezit van een aangehangen pedaal (C-f1) en heeft de volgende dispositie:
| Manuaal (C-g3)        |     |
| --------------------- | --- |
| Bourdon               | 16' |
| Prestant              | 8'  |
| Holpijp               | 8'  |
| Viola di Gamba (af c) | 8'  |
| Octaaf                | 4'  |
| Fluit                 | 4'  |
| Octaaf                | 2'  |
| Cornet-Mixtuur        | IV  |
| Trompet               | 8'  |